# Grundträsket (Degerfors socken, Västerbotten)
Grundträsket är en sjö i Vindelns kommun i Västerbotten och ingår i Umeälvens huvudavrinningsområde. Sjön har en area på 0,377 kvadratkilometer och ligger 228 meter över havet.

## Delavrinningsområde
Grundträsket ingår i det delavrinningsområde (717660-166996) som SMHI kallar för Utloppet av Yttre Småträsket. Medelhöjden är 258 meter över havet och ytan är 16,39 kvadratkilometer. Räknas de 47 avrinningsområdena uppströms in blir den ackumulerade arean 541,01 kvadratkilometer. Åman som avvattnar avrinningsområdet har biflödesordning 3, vilket innebär att vattnet flödar genom totalt 3 vattendrag innan det når havet efter 162 kilometer. Avrinningsområdet består mestadels av skog (84 procent). Avrinningsområdet har 1,22 kvadratkilometer vattenytor vilket ger det en sjöprocent på 7,4 procent.